# Dariusz Chemperek
Dariusz Paweł Chemperek (ur. 1965) – polski filolog, literaturoznawca, profesor nauk humanistycznych, nauczyciel akademicki Uniwersytetu Marii Curie-Skłodowskiej w Lublinie, specjalista w zakresie literaturoznawstwa polskiego.

## Życiorys
W 1990 w Katolickim Uniwersytecie Lubelskim ukończył studia na kierunku filologia polska. W 1997 uzyskał na Wydziale Humanistycznym UMCS na podstawie rozprawy pt. O poezji medytacyjnej Daniela Naborowskiego stopień naukowy doktora nauk humanistycznych (promotor – Stefan Nieznanowski). W 2006 na tym samym wydziale na podstawie dorobku naukowego i monografii pt. Poezja Jana Gawińskiego i kultura literacka drugiej połowy XVII wieku stopień naukowy doktora habilitowanego nauk humanistycznych. W 2015 prezydent RP Bronisław Komorowski nadał mu tytuł naukowy profesora nauk humanistycznych. Został profesorem nadzwyczajnym w Instytucie Filologii Polskiej Wydziału Humanistycznego UMCS. Był zatrudniony w Katedrze Filologii Polskiej Wydziału Filologiczno-Pedagogicznego Politechniki Radomskiej.
Opublikował m.in. „Umysł przecię ze swojego toru nie wybiega”. O poezji medytacyjnej Daniela Naborowskiego (Wydawnictwo Uniwersytetu Marii Curie-Skłodowskiej, Lublin, 1998, ss. 146), Poezja Jana Gawińskiego i kultura drugiej połowy XVII wieku (Wydawnictwo Uniwersytetu Marii Curie-Skłodowskiej, Lublin 2005, ss. 418).
Odznaczony Brązowym (2007) oraz Srebrnym (2012) Krzyżem Zasługi.